# クロベリー・ノエル (第5代準男爵)
第5代準男爵サー・クロベリー・ノエル（英語: Sir Clobery Noel, 5th Baronet、1695年頃 – 1733年7月30日）は、イギリスの政治家、準男爵。

## 生涯
第4代準男爵サー・ジョン・ノエルとメアリー・クロベリー（Mary Clobery、1701年4月2日以降没、サー・ジョン・クロベリーの娘）の息子として、1695年頃に生まれた。1697年7月1日に父が死去すると、準男爵位を継承した。1710年12月30日、オックスフォード大学モードリン・カレッジに入学した。
1714年8月24日、エリザベス・ローニー（Elizabeth Rowney、1694年頃 – 1743年6月25日、庶民院議員トマス・ローニーの娘）と結婚、6男1女をもうけた。
- エドワード - 第6代準男爵、初代ウェントワース子爵

1717年から1718年までレスターシャー州長官を務めた。
トーリー党所属でジャコバイトであり、1727年イギリス総選挙でレスターシャー選挙区から出馬して、無投票で庶民院議員に当選した。議会ではほとんどの採決で野党側として投票した。
1733年7月30日に死去、息子エドワードが準男爵位を継承した。